# 何邦福
何邦福（17世紀—17世紀），字泰符，號仙鄰，浙江衢州府西安縣人，明朝、南明政治人物。

## 生平
何邦福是崇禎六年（1633年）癸酉科浙江鄉試第八名舉人，隆武元年（1645年）起為江西興安縣知縣，興安縣遭戰火毀壞，僅存少量縣民，他親自撫綏讓縣民安穩，任官不設儀衛，居處僅為衡茅斗室，敞開自家宅門，讓縣民直入宅中詳述事情，任內多有惠政。他個性孝順，每次辦事後總會端正衣冠親自向年逾八旬的母親請安，縣署中母子二人相依，家中僅有年老奴僕一二人、布衣、糙米、書一卷、畫一軸，二年（1646年）歸里，七十五歲去世。

## 備註
1. ↑  錢海岳《南明史》稱其在南明隆武年間就任。

## 引用
1. 1 2  嘉慶《西安縣志·卷三十一·循吏》：何邦福，字泰符，崇禎癸酉舉人，知興安縣，縣遭寇燹，民僅孑遺，躬自撫綏眾稍安集，居官不設儀衛，所居僅衡茅斗室，重門洞啟小民不煩，導謁直入，娓娓罄所欲言，絕不知其為長吏也，居官二年多惠政，年七十五卒。
2. ↑  同治《（江西）興安縣志·卷九·職官志》：何邦福，號仙鄰，（浙江）西安舉人，事性至孝，奉八旬老母，每視事訖必衣冠揖母問安否，署中惟母子相依，老蒼頭一二、布衣、脫粟、書一卷、畫一軸，自同山人。
3. ↑  錢海岳《南明史·卷四十八·列傳第二十四》：（隆武）時江西疆吏：……何邦福，字泰符，衢州西安人。崇禎六年舉於鄉。興安知縣，兵後撫綏，歸。卒年七十五。